# Ham, Somme
Ham (pikardiska: Hin) är en kommun i departementet Somme i regionen Hauts-de-France i norra Frankrike. Kommunen ligger i kantonen Ham som tillhör arrondissementet Péronne. År 2022 hade Ham 4 408 invånare.

## Befolkningsutveckling
Antalet invånare i kommunen Ham
| Referens: INSEE |